# SWF-Baureihe P
Als Baureihe P oder P-Triebwagen wird eine Baureihe von Hochflur-Stadtbahnfahrzeugen in Frankfurt am Main bezeichnet. Verschiedene aus den Fahrzeugen entstandene Umbauvarianten werden als Baureihen Pt und Ptb bezeichnet.

## Geschichte

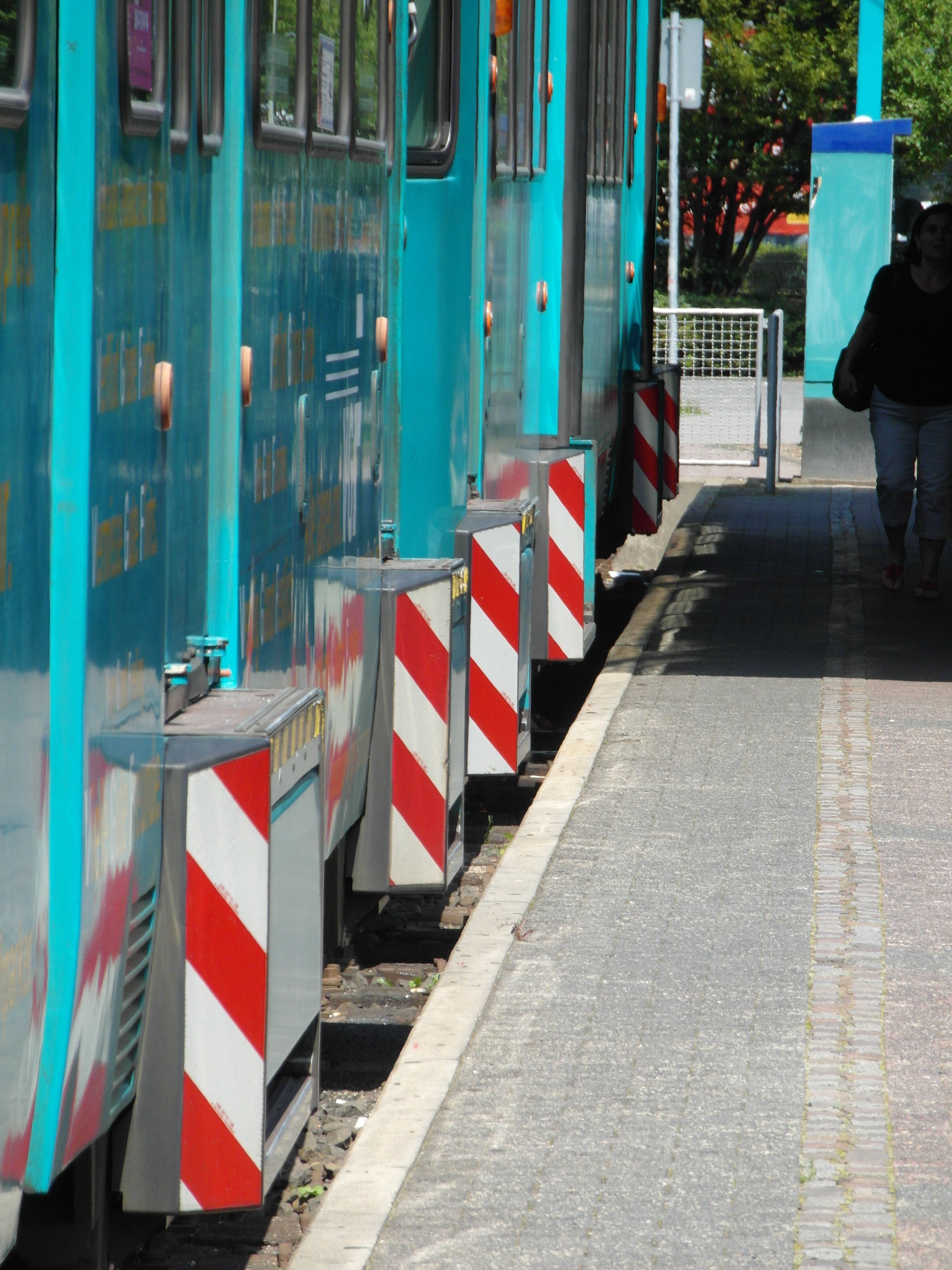
Ptb-Wagen auf der Linie U5. Deutlich sind die mit rot-weißen Warnmarkierungen versehenen Verbreiterungen an den Türen zu erkennen, die an Hochbahnsteigen den Spalt zum Bahnsteig überbrücken sollen.

Der Typ P wurde ab 1972 durch das Unternehmen Düwag für den Einsatz bei der Straßenbahn Frankfurt am Main entwickelt. Neben dem Typ Mannheim (ab 1969), dem Typ Freiburg (ab 1971) und dem Stadtbahnwagen Typ M/N (ab 1975) ist er damit einer der Nachfolger der ab 1956 gebauten klassischen Duewag-Gelenkwagen. Die P-Wagen wurden zwischen 1972 und 1978 gebaut. Es existieren drei Bauserien, die erste Bauserie wurde bereits bis auf den Wagen 2050 (ex. 664) ausgemustert. Insgesamt wurden 100 Triebwagen bestellt. Die erste Lieferung im Jahr 1972 umfasste die Wagen 651–680. Sie hatten Klapptrittstufen und wurden ab 1974 hauptsächlich auf der neu eröffneten B-Strecke der Frankfurter U-Bahn eingesetzt. Die zweite Lieferung, die die Wagen 681–716 umfasste, verfügte gegenüber der ersten Lieferung über feste Trittstufen und konnten nur im Straßenbahnnetz eingesetzt werden. Um die beiden Serien unterscheiden zu können, entschied man sich, die Wagen 651–680 von P-Wagen zu Pt-Wagen (t für tunnelgängig) umzubenennen. In den Jahren 1977 bzw. 1978 wurde die dritte Bauserie ausgeliefert, die die Wagen 717–750 umfasste. Diese wurden noch in denselben Jahren in Betrieb genommen.
Triebwagen 716 unternahm im August und September 1973, vor dem Transport nach Frankfurt, Probefahrten im Netz der Straßenbahn Düsseldorf. Dabei wurden Vergleichswerte zur Prüfung der teilweise identischen technischen Komponenten des Rheinbahn-Typs GT8S ermittelt, dessen erstes Fahrzeug kurz zuvor ausgeliefert worden war.
Alle Serien haben eine Breite von 2,35 Metern. Ihre Motorleistung beträgt 2 × 150 PS. Bei einer Länge von 28,72 Metern bieten die Wagen 62 Sitzplätze und 180 Stehplätze. Die P-Wagen haben am Wagenanfang und Wagenende eine Türbreite von 62,5 Zentimetern. Die Türen in den Wagenmitten haben eine Breite von zweimal 59 Zentimetern.
Die P-Triebwagen verfügen über eine elektrische Steuerung des Typs Simatic mit mechanischem Sollwertgeber anstatt eines Fahrschalters mit Handrad. An beiden Wagenenden sind Scharfenbergkupplungen vorhanden, mit denen Mehrfachtraktionen von bis zu drei Fahrzeugen möglich sind.

## Umbauten in die Baureihen Pt und Ptb
Als im Jahr 1986 die C-Strecke eröffnet wurde, wurden die Triebwagen 724–750 in die Baureihe Pt umgebaut. Da 1992 die Erweiterung der U-Bahn-Linie U7 nach Enkheim in Betrieb genommen wurde, wurden die verbliebenen P-Wagen 681–723 mit Klapptrittstufen ausgestattet. Seitdem gibt es kein Fahrzeug der Baureihe P mehr. Um auf der B- und C-Strecke im Mischbetrieb mit den 30 Zentimeter breiteren Fahrzeugen der U2-Triebwagen und U3-Triebwagen fahren zu können, wurden die Pt-Wagen 692–750 im Bereich der Türen verbreitert und somit zu Ptb-Wagen (b für breit). Die anderen verbliebenen Pt-Wagen 651–691 wurden seitdem nur noch auf der Straßenbahn eingesetzt. Der Pt-Triebwagen 664 wurde im Herbst 2005 zu einem Fahrschulwagen umgebaut und trägt als Dienstwagen offiziell die Nummer 2050. Der Wagen 2050 wurde im Jahre 2013 zu einem Winterdienstfahrzeug umgebaut und erhielt an beiden Frontseiten je einen Schneepflug. Seitdem trägt der Wagen den Namen „Schneeschie-Bär“. Zwischen 2005 und 2006 wurden viele Wagen mit stärkeren Achsen ausgestattet.

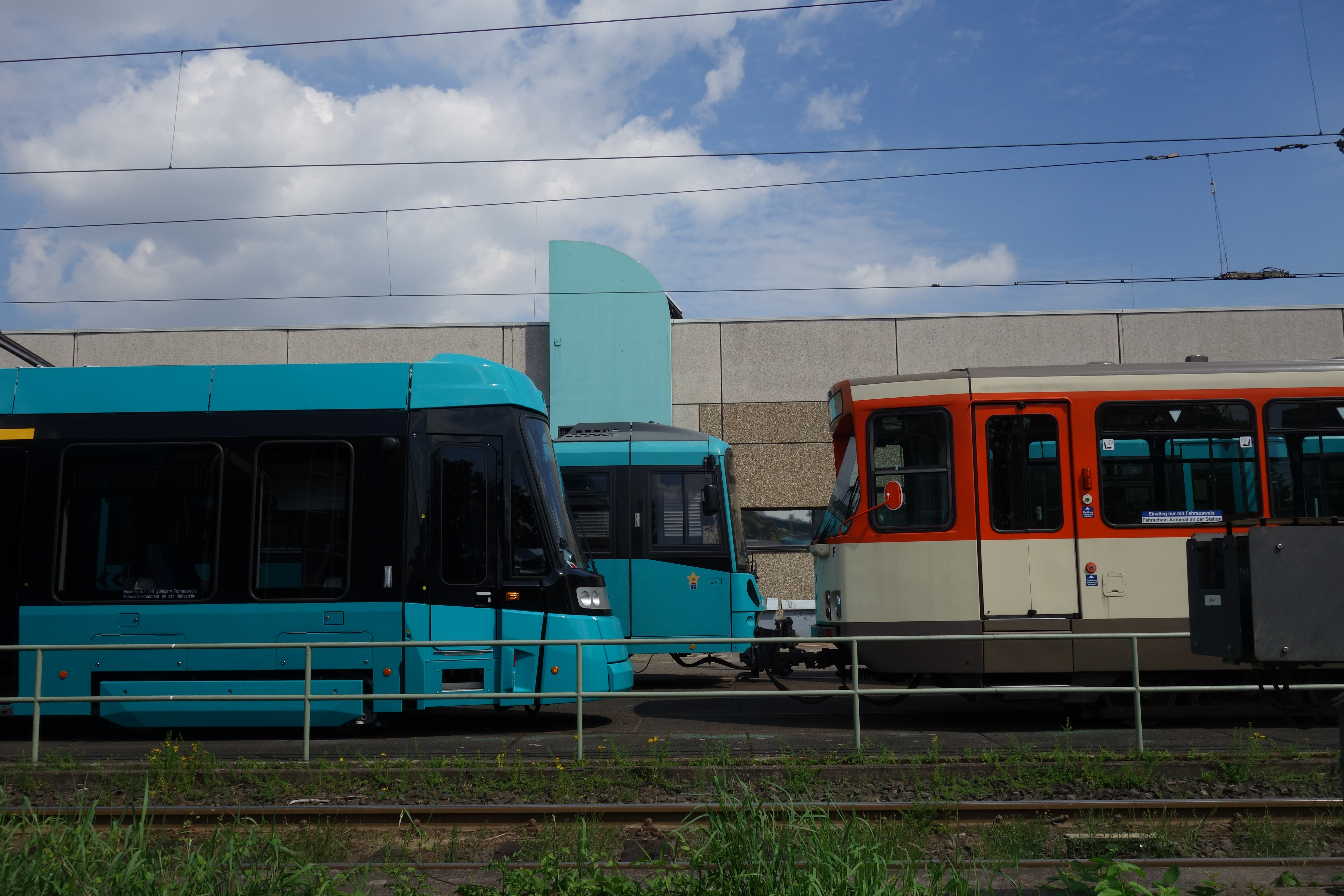
Wagen 138 (rechts) gegenüber einem neuen Wagen der Baureihe T (links) sowie U5-Triebwagen (Mitte) vor der Stadtbahnzentralwerkstatt in Rödelheim

Aufgrund unfall- und wartungsbedingter Fahrzeugausfälle im Fuhrpark der Straßenbahn wurden im Frühjahr 2013 drei Fahrzeuge des Typs Ptb (728, 738 und 748) zu Pt-Wagen rückgebaut und kamen ab 13. Mai nach Bedarf auf den Linien 12 und 18 zum Einsatz. Durch die Auslieferung weiterer S-Wagen wurde der Einsatz der Pt-Wagen im Spätherbst des Jahres 2013 wieder entbehrlich. Die drei Wagen stehen jedoch weiterhin als Betriebsreserve zur Verfügung. Ende des Jahres 2014 wurde Wagen 748, der als fahrfähiges Museumsfahrzeug erhalten bleiben soll, in seine ursprüngliche Lackierung in den Farben Orange und Hellelfenbein zurückversetzt. Nach dem Ausscheiden des Wagentyps aus dem regulären Betrieb im Oktober 2016 wurde im folgenden November der Wagen auch in den Nummernkreis der historischen Fahrzeuge aufgenommen und erhielt die Nummer 148, als Kombination aus dem Nummernkreis historischer Fahrzeuge (1xx) und seiner alten Wagennummer 748. Die gleiche Umrüstung, Umlackierung und Umnummerierung erfolgte mit den Wagen 738 (jetzt 138) und 728 (jetzt 128).
Die Wagen 720, 727, 736 und 749 wurden seit 2018 ohne Umlackierung reaktiviert und verkehren (meist außerhalb der Schulferien) auf den Linien 15 und 17.
2020 wurden die PT-Wagen 720 und 736, wegen der COVID-19-Pandemie als Impfexpress-Wagen beklebt und ausgerüstet. Bis Mitte 2023 sind sie mit dieser Beklebung in Betrieb gewesen, obwohl der Impfbetrieb eingestellt wurde, zuletzt jedoch mit entfernter Beklebung.

## Farbgebungen

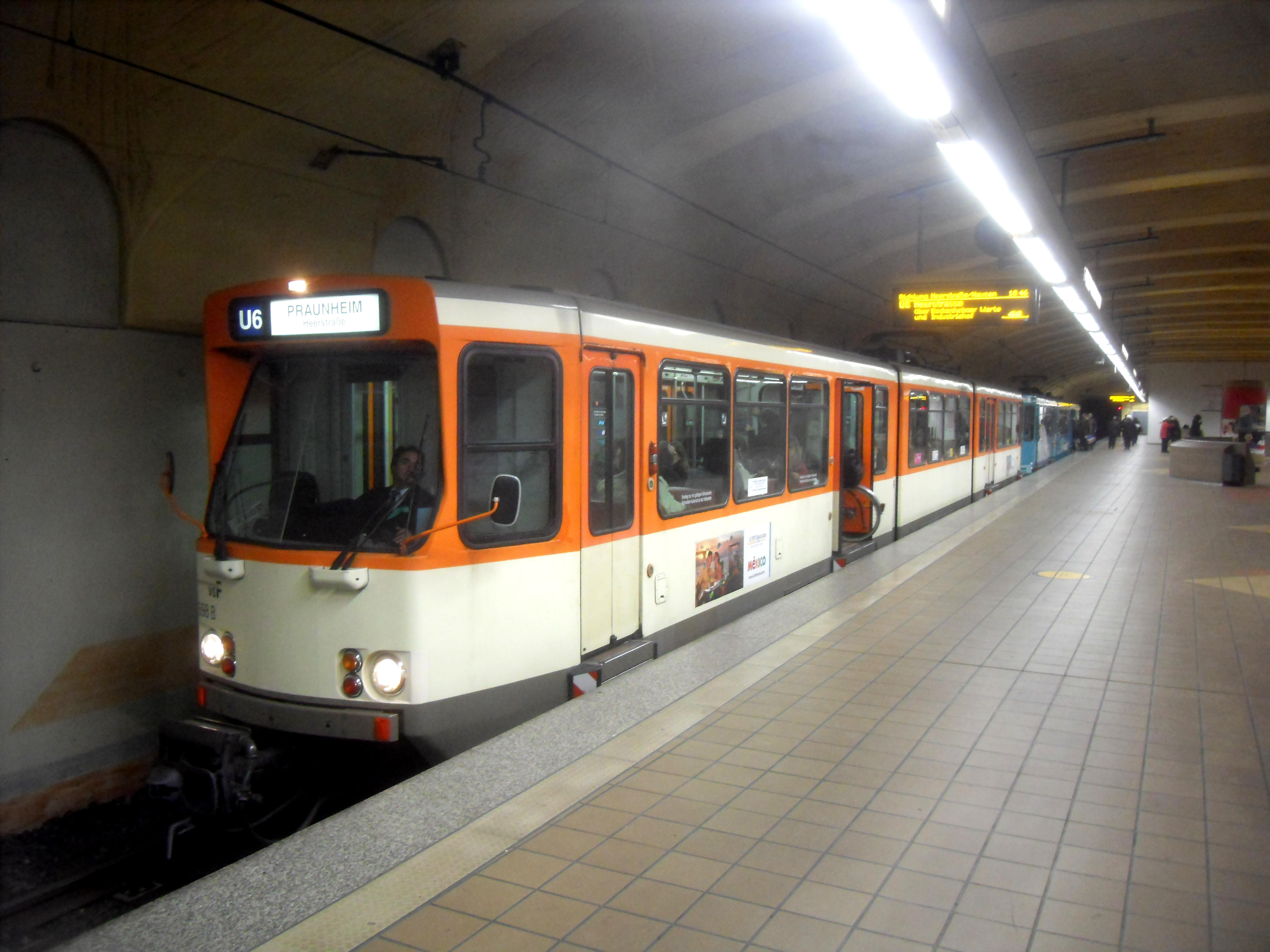
Ptb-Wagen 698 in orange-hellelfenbein an der U-Bahn Station Alte Oper

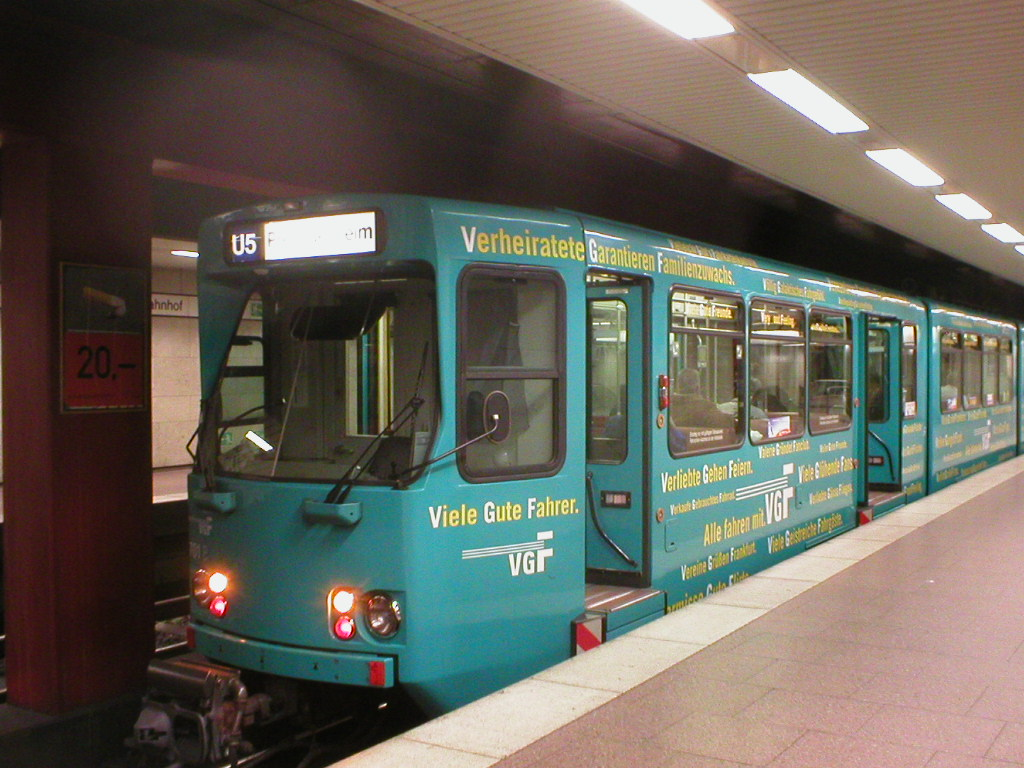
Ptb-Wagen 702 auf der Linie U5 am Hauptbahnhof

Mit den P-Wagen wurde bei der Frankfurter Straßenbahn ein neues Farbschema eingeführt. Orange-hellelfenbein ersetzte die Hellbeige mit grün-grauen Zierlinien. Diese Farbgebung wurde vor allem durch das damalige Pop-Farbschema der S-Bahn-Fahrzeuge der Baureihe 420 inspiriert. In den 1980er Jahren wurde das Farbschema auch bei den Frankfurter U-Bahnen und Bussen eingesetzt. In den 1990er Jahren erfolgte bei den Bahnen und Bussen der VGF eine weitere Umlackierung. Der Name der Lackierung ist subaru vista blue, sie ist bis heute die aktuelle Hausfarbe der VGF. Zuletzt befand sich nur noch der Ptb-Wagen 710 mit der ursprünglichen Lackierung im Einsatz.

## Ausmusterungen

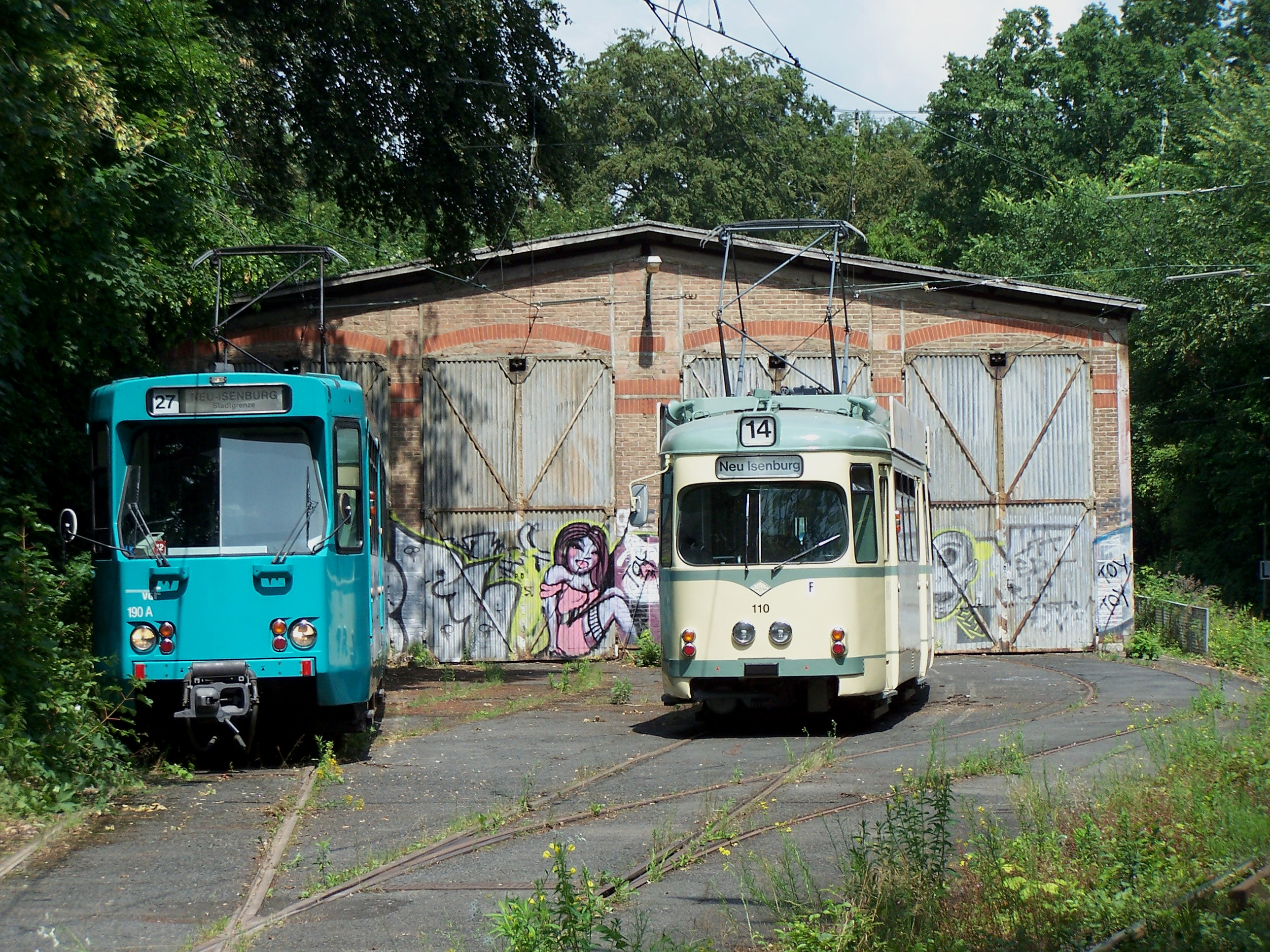
Museumswagen 190 (ehem. 690) gemeinsam mit einem O-Triebwagen vor der Wagenhalle der Frankfurter Waldbahn bei Neu-Isenburg

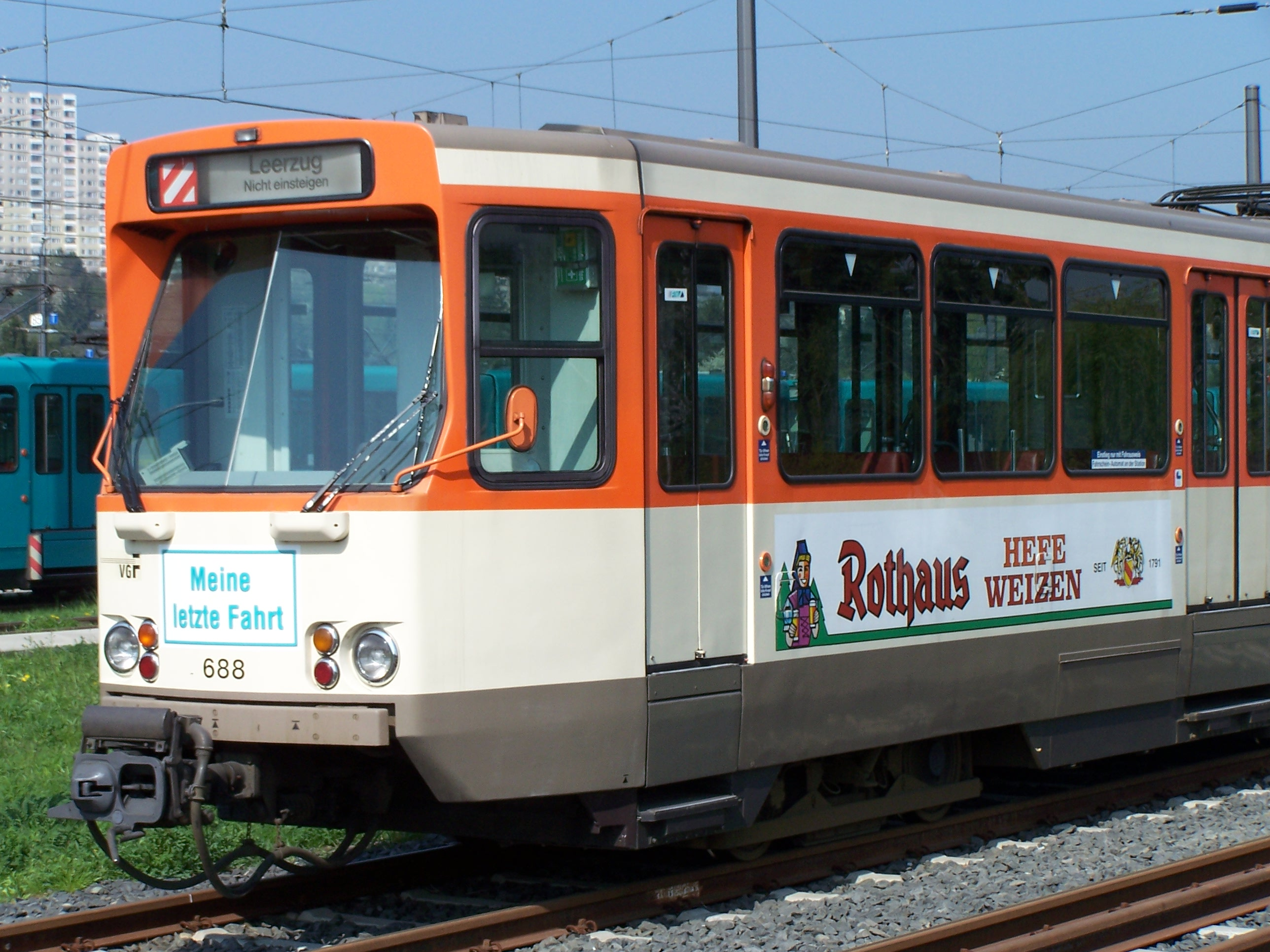
Pt-Wagen 688 im Betriebshof Ost

Pt-Wagen 679 wurde nach einem Brandanschlag durch Linksextreme im Mai 2001 als erster ausgemustert. Pt-Wagen 669 und 670 prallten auf der Strecke nach Frankfurt-Schwanheim frontal zusammen. Wegen des enorm hohen Schadens wurden die Fahrzeuge ausgemustert. Wagen 669 wurde in der Wagenhalle Eckenheim und Wagen 670 in Neu-Isenburg abgestellt. Alle drei Fahrzeuge wurden als Ersatzteilspender ausgeschlachtet. Die übrigen Pt-Wagen 651–691 wurden ab dem Jahr 2005 nach und nach ausgemustert und in der Wagenhalle Eckenheim abgestellt.
Um bei der Fußball-Weltmeisterschaft 2006 die Verstärkungsfahrten ohne Fahrzeugengpässe durchführen zu können, wurden die Pt-Wagen 652, 659, 662, 668 und 672 wieder in Betrieb genommen. Nach der Fußball-WM wurden auch sie wieder in der Wagenhalle Eckenheim abgestellt.
Da vom 31. Juli 2006 bis zum 18. August 2006 der City-Tunnel der S-Bahn aufgrund der Sanierung der Gleise und Weichen für drei Wochen gesperrt wurde, wurde ein Ersatzverkehr zwischen Galluswarte und Zoo eingerichtet, der die Liniennummer 10 erhielt.

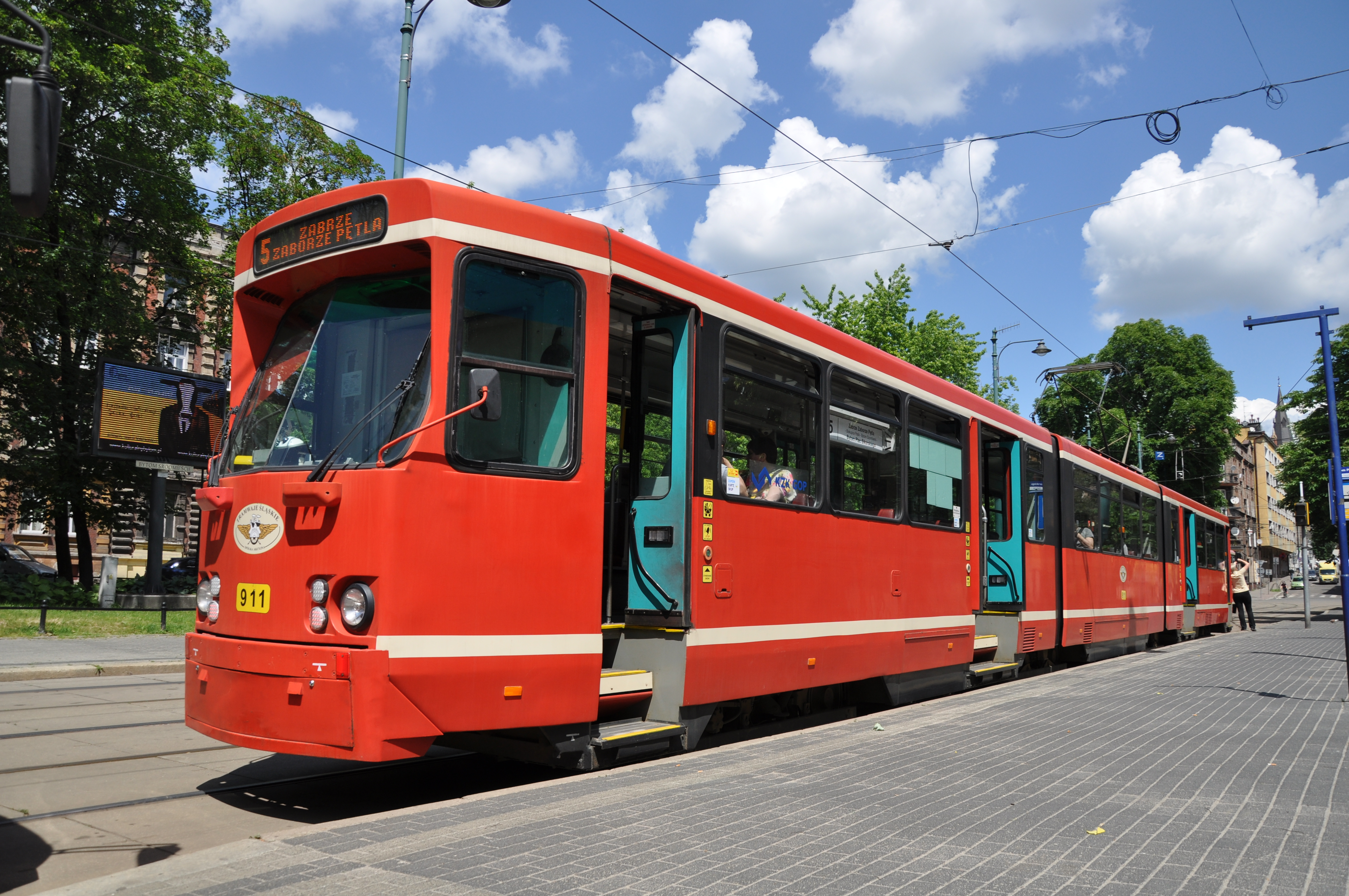
In den Farben der oberschlesischen Straßenbahn lackierter Pt-Wagen in Bytom

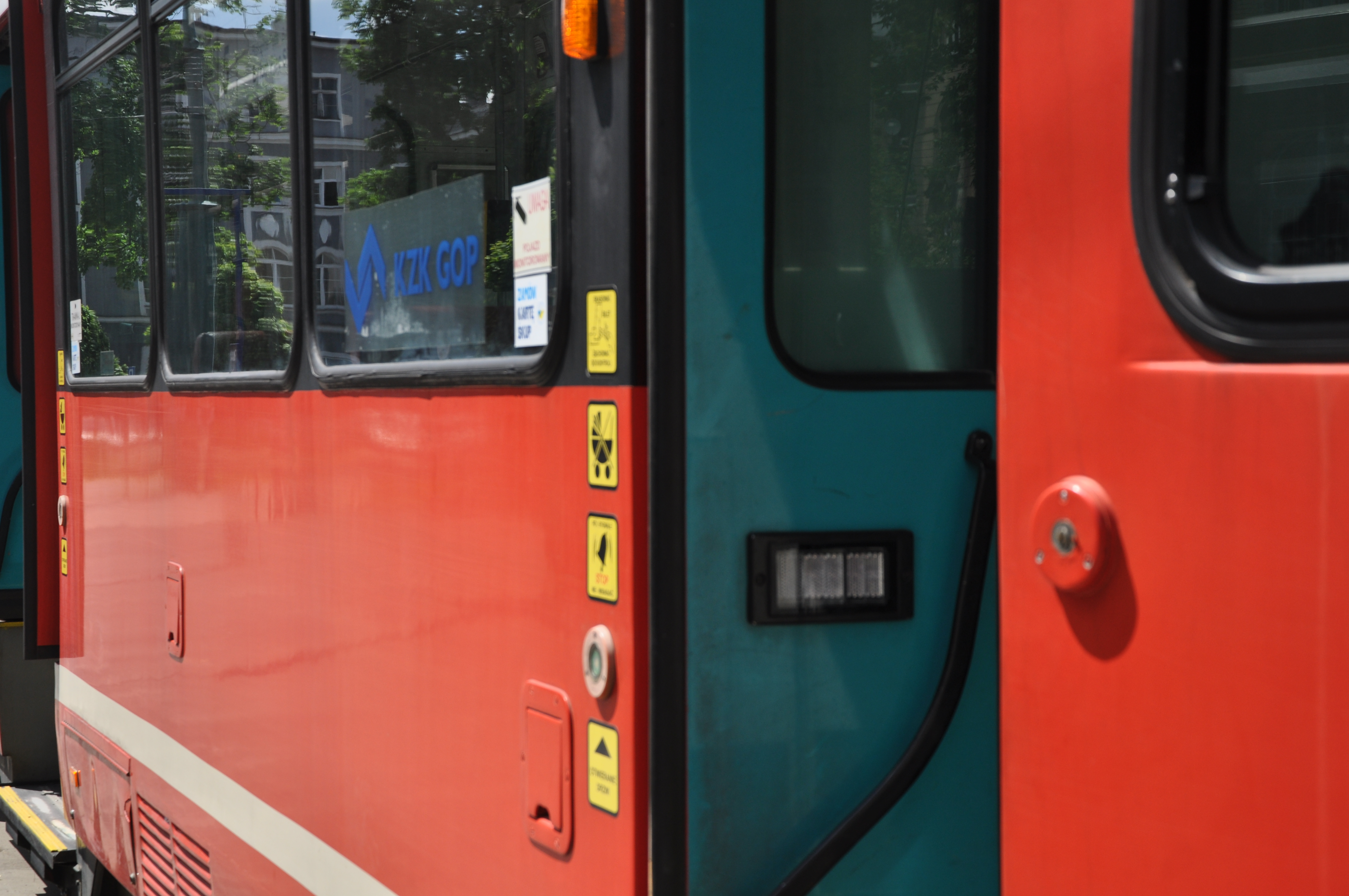
Die Innenseite der Türen erinnert noch an den Einsatz bei den VGF

Seit dem 1. April 2007 fuhren keine Pt-Wagen mehr im Planeinsatz. Alle abgestellten Fahrzeuge befanden sich entweder in der Wagenhalle Eckenheim oder im Betriebshof Ost. 25 Triebwagen plus Ersatzteilspender wurden an die Straßenbahn Gaziantep verkauft. Die restlichen Triebwagen blieben als Betriebsreserve vorhanden. 2009 blieben noch zwölf Triebwagen übrig, darunter der Triebwagen 690, der als Museumsfahrzeug erhalten werden sollte und die Nummer 190 erhielt. 2010 wurden die restlichen elf Triebwagen an die Straßenbahn im oberschlesischen Industriegebiet verkauft. Im Frühjahr 2012 wurden die restlichen Einheiten, die nach Gaziantep verkauft wurden, sich aber noch in Frankfurt befanden, abgegeben. Auch der Museumstriebwagen 190 (ex 690) musste abgegeben werden, weil man damals noch auf keinen weiteren Ptb-Wagen verzichten konnte. Im Frühjahr 2013 wurden die Wagen 728, 738 und 748 zu Pt-Wagen zurückgebaut, um als Verstärkungsfahrzeuge im Straßenbahnbetrieb eingesetzt werden zu können. Wagen 748 wurde als fahrfähig zu erhaltendes Museumsfahrzeug ausgewählt und erhielt Ende 2014 wieder seine ursprüngliche Farbgebung. Im Februar 2018 wurde Wagen 738 ebenfalls zum Museumsfahrzeug umgebaut
Ab 2012 wurden die Ptb-Wagen auf der C-Strecke nach und nach durch Neufahrzeuge des Typs U5 ersetzt, auf der Linie U7 endete der Betrieb bereits 2012, auf der Linie U6 erst ab 2013 da die U5-Wagen erst die älteren U2e-Wagen auf der Linie U7 ablösen sollten. Seit 2014 fahren auf der C-Strecke keine Ptb-Wagen mehr. Auf der Linie U5 fuhren Ptb-Wagen noch bis Oktober 2016, da der Bau von Hochbahnsteigen nicht vorher abgeschlossen war.
Nach Fertigstellung der Hochbahnsteige an den Stationen Musterschule und Glauburgstraße entfiel die Notwendigkeit der Klapptrittstufen, die bis dahin den Einsatz der Ptb-Wagen nötig gemacht hatte. Der Betrieb wurde auf Fahrzeuge des Typs U5 umgestellt, welche durch größere Fahrzeugbreite und eine günstigere Verteilung der Türen sowie dem weitestgehend stufenlosen Einstieg die betriebliche Situation verbessern sollten. Mit der Umstellung wurden die letzten Wagen abgestellt und befinden sich derzeit in der Wagenhalle Eckenheim, wo sie auf ihre Weiterverwendung warten.
Nach Unfällen wurden Ptb-Wagen 703 im Jahr 2006, Ptb-Wagen 729 im Jahr 2008 und Ptb-Wagen 700 im Jahr 2010 ausgemustert. Die Triebwagen 700 und 703 wurden 2012 als Ersatzteilspender nach Gaziantep überführt.

## Einsatz

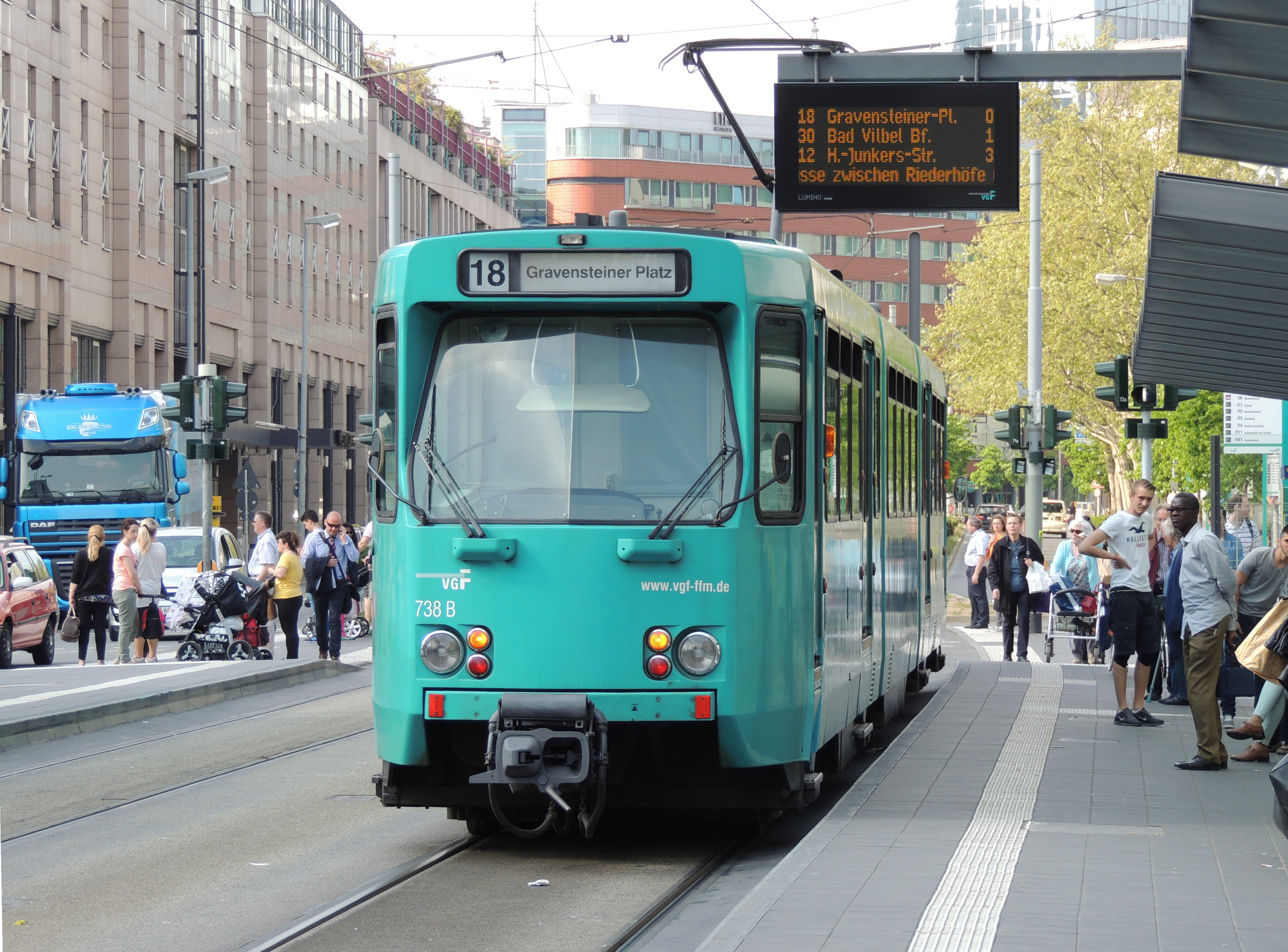
Triebwagen 738 im Mai 2013 an der Konstablerwache

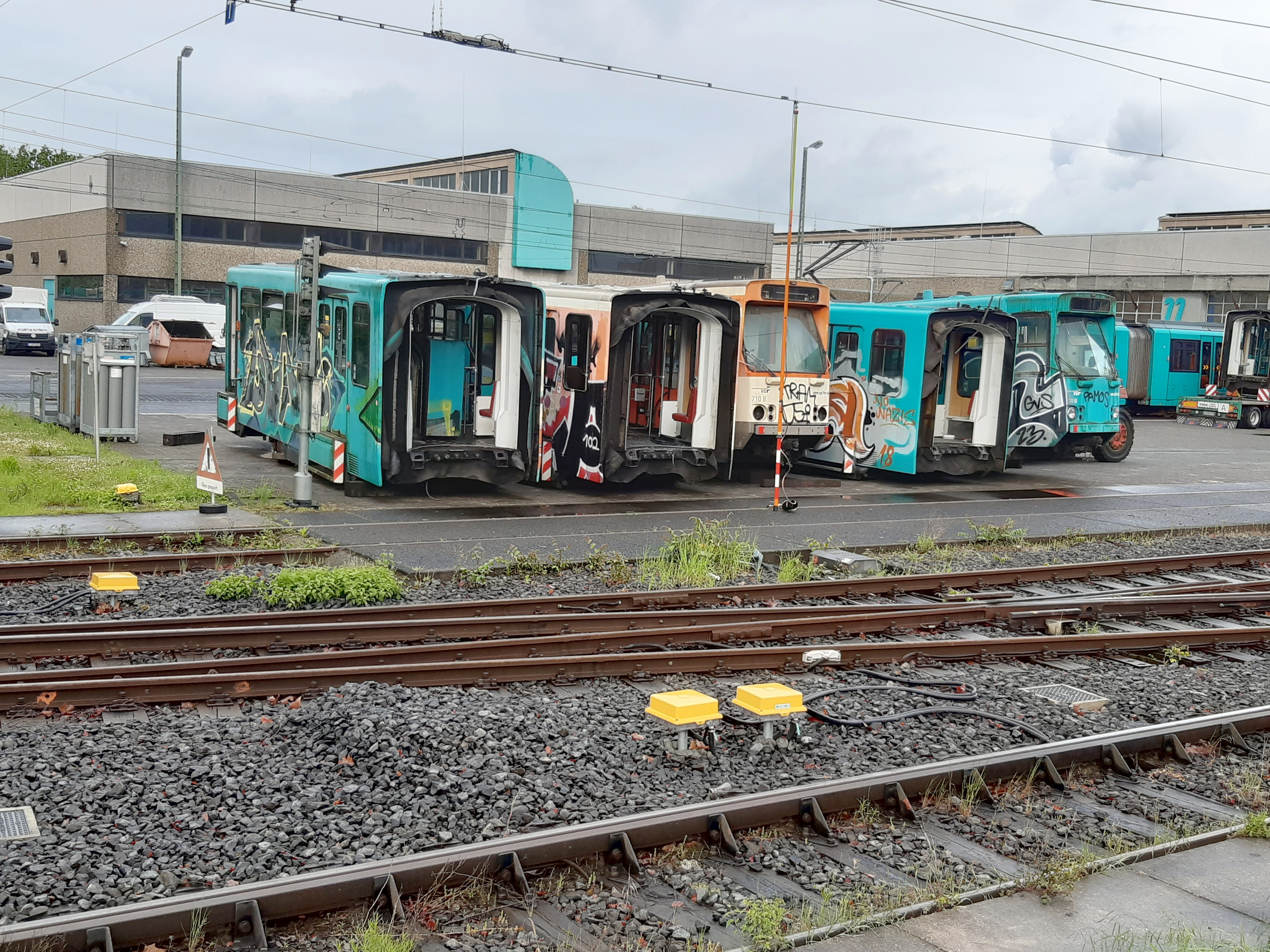
Verschrottung von P-Wagen auf dem Gelände der Stadtbahnzentralwerkstatt

Die Pt-Wagen 651–691 wurden zuletzt nur noch auf Straßenbahn-Linien eingesetzt. Da im Jahr 2003 die S-Wagen bestellt und in den folgenden Jahren ausgeliefert wurden, wurden immer mehr Pt-Wagen ausgemustert. Lediglich während der Fußball-WM 2006 wurden einige Pt-Wagen wieder in Betrieb genommen und fuhren auf den Straßenbahnlinien 12, 14 und 20.

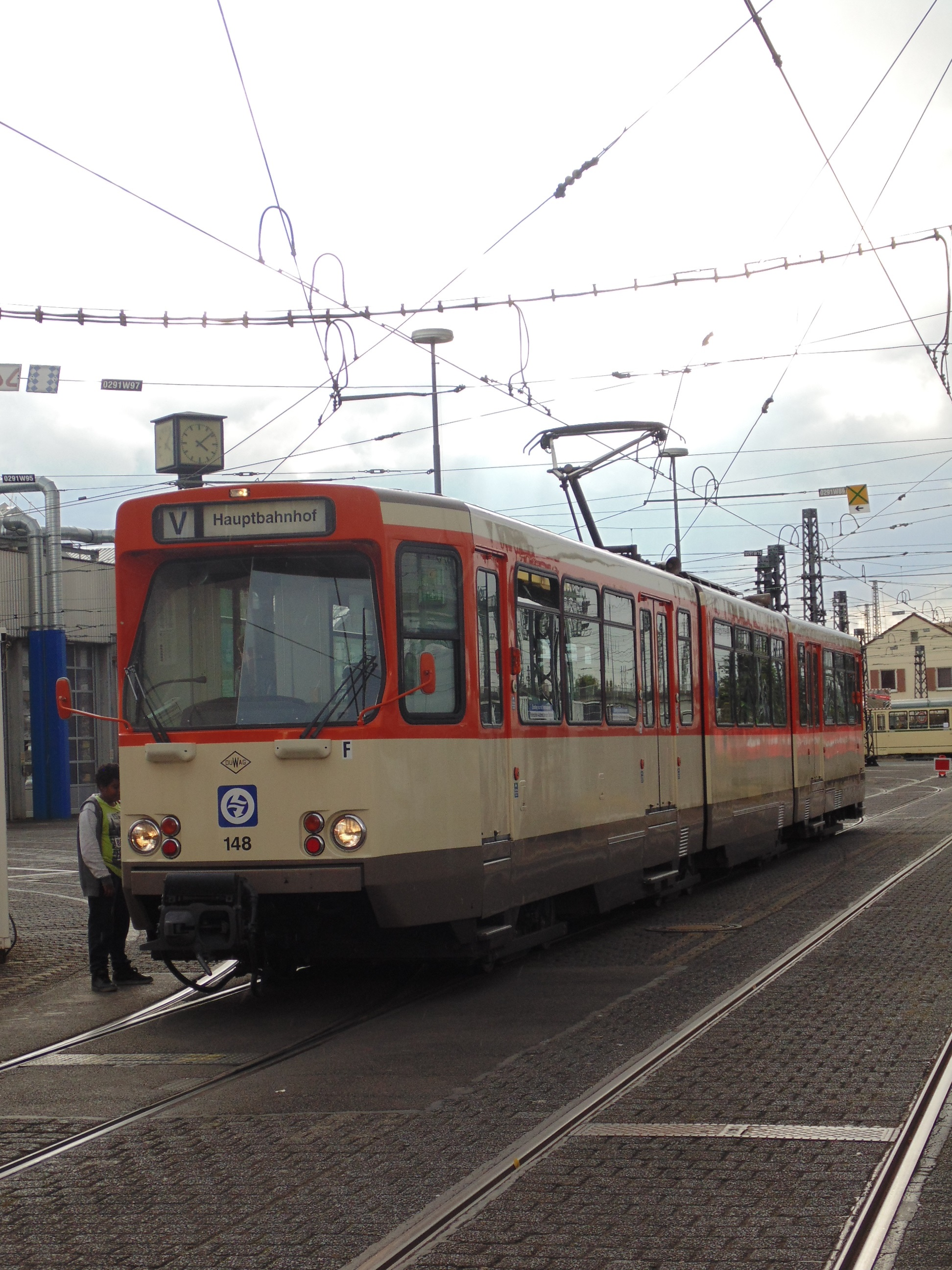
Pt-Triebwagen 148 im September 2017 auf dem Betriebshof Gutleut

Da auf der Linie U5 der Abschnitt zwischen Deutscher Nationalbibliothek und der Tunnelrampe am Scheffeleck im Straßenraum verläuft, ist die Stationslänge auf 75 Meter beschränkt. 
In Frankfurt war eine Mehrfachtraktion von bis zu zwei Ptb-Fahrzeugen auf der Linie U5 möglich. Die Ptb-Wagen (692 ff.) bestritten den Gesamtverkehr bis zur Inbetriebnahme der Hochbahnsteige an der Station Musterschule am 9. Oktober 2016 auf der Linie U5. 
Bis zum Umbau der Station Fischstein (die letzte Station der C-Strecke, die noch Tiefbahnsteige besaß), wurden sie ebenfalls im Gesamtverkehr auf der Linie U6 eingesetzt. 
Hier waren aber Mehrfachtraktionen von bis zu drei Fahrzeugen möglich, da kein Betrieb im Straßenraum stattfand und somit die in Frankfurt maximale Stationslänge von 105 Metern zur Verfügung stand. Gelegentlich waren einzelne Fahrzeuge auch auf den Linien U4 und U7 anzutreffen.
Aufgrund der teils straßenbündigen Haltestellen ohne Hochbahnsteige konnten auf der Linie U5 nur Ptb-Wagen mit Klapptrittstufen verkehren. Wagen 2050, ehemals Nummer 664, ist als Fahrschulwagen erhalten geblieben. Wagen 663 befand sich als Übungswagen für die Feuerwehr am Hauptbahnhof, bis er dort 2012 von einem irreparabel beschädigten U5-Triebwagen abgelöst und nach Gaziantep verkauft wurde.
Aufgrund von höherem Wagenbedarf im Straßenbahnverkehr wurden im Herbst 2018 drei ausgemusterte Ptb-Wagen zu Pt-Wagen zurückgebaut, um dort als Linienfahrzeuge zu verkehren. Zwei weitere Fahrzeuge, die bereits 2013 als Oldtimer-Straßenbahnen zurückgebaut wurden und die alte Frankfurter Lackierung erhielten, verkehren bereits seit Sommer 2018 wieder im Linienverkehr. Der Einsatz begann im Dezember 2018 und sollte ursprünglich bis zur Auslieferung von Neufahrzeugen im Jahr 2021 dauern, wobei die Fahrzeuge heute (Stand April 2025) noch im Einsatz sind.
Inzwischen wurden die ausgemusterten Ptb-Wagen 720, 727, 736 und 749 ebenfalls zu Pt-Wagen zurückgebaut, aber nicht umlackiert, und kommen auf den Linien 15, 17 und vereinzelt morgens auch auf der 18 zum Einsatz.
Die VGF bestellte einen Schrotthändler für die verbliebenen Fahrzeuge. Die 2024 verschrotteten Ptb-Wagen sind: 710 (eigentlicher Museumswagen, letzter Wagen, der das ursprüngliche Farbschema besitzt), 723, 726, 730, 735 (VGF Kinderbahn), 737, 741, 742, 743 und 744.